# Стріла (цукерка)

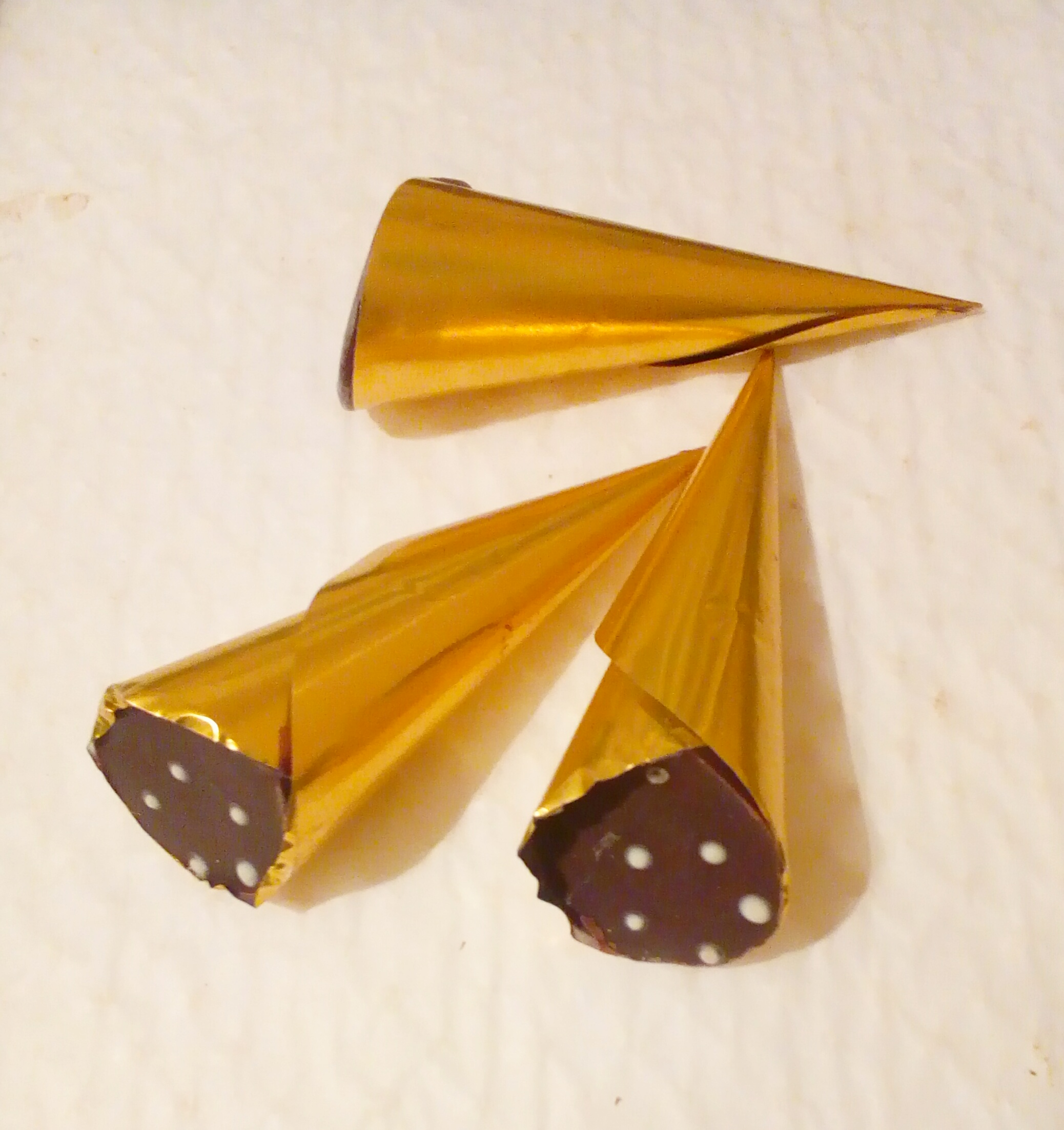
Цукерки «Стріла»

Стріла — шоколадні цукерки з кремовою начинкою в обгортці із фольги у вигляді конуса. Були розроблені в СРСР на Одеській кондитерській фабриці ім. Рози Люксембург. Продаються у коробці.

## Історія
Цікавий факт з історії цукерки «Стріла»: її упаковка з'явилася раніше за сам продукт.
Слюсар Одеської кондитерської фабрики ім. Рози Люксембург (колишньої фабрики Крохмальникових), Григорій Львович Махліс, вигадав механізм для скручування кружечка з фольги в конус. Після цього технологи виробництва розробили нову цукерку, яку можна було запакувати у ці конуси.
Спочатку в конуси наливався і відразу виливався шоколад, — на стінках усередині конуса залишався тонкий шар шоколадної глазурі. Після цього в конус наливалася ніжна помадно-кремова начинка з додаванням коньяку та спирту. Зверху кожна цукерка прикрашена кольоровим кремом. Для виробництва цукерки «Стріла» було спроектовано спеціальну виробничу лінію, яка так і називалася — «Стріла». Цей унікальний метод стали застосовувати багато кондитерських фабрик колишнього Радянського Союзу, а потім і кондитерські фабрики України та Росії.
Цукерки «Одеська стріла» продовжують виготовлятися на ЗАТ «Одесакондитер», ТМ «Люкс». При цьому, ексклюзивних прав на цей винахід одеська фабрика не має. Тому в Україні виробляються «Стріла Дніпровська», «Стріла Подільська» та ін.